# Montpont-en-Bresse
Montpont-en-Bresse település Franciaországban, Saône-et-Loire megyében. Lakosainak száma 1087 fő (2022. január 1.). Montpont-en-Bresse Curciat-Dongalon, La Chapelle-Naude, La Chapelle-Thècle, Ménetreuil, Romenay, Sainte-Croix-en-Bresse és Varennes-Saint-Sauveur községekkel határos.

## Népesség
A település népességének változása:
| Lakosok száma | 1115 | 1085 | 1112 | 1099 | 1097 | 1100 | 1103 | 1091 | 1087 |
|               | 2013 | 2015 | 2016 | 2017 | 2018 | 2019 | 2020 | 2021 | 2022 |